# Saint-Léger-sous-la-Bussière
Saint-Léger-sous-la-Bussière är en kommun i departementet Saône-et-Loire i regionen Bourgogne-Franche-Comté i östra Frankrike. Kommunen ligger i kantonen Tramayes som tillhör arrondissementet Mâcon. År 2022 hade Saint-Léger-sous-la-Bussière 287 invånare.

## Befolkningsutveckling
Antalet invånare i kommunen Saint-Léger-sous-la-Bussière
| Referens: INSEE |